# Richard Sander
Richard Sander (* 19. März 1906 in Glogau, Provinz Schlesien; † 25. August 1987 in Cossebaude) war ein deutscher Maler und ein textiler Bild-Weber.

## Leben
Richard Sander stammte aus einer Familie mit musischen und künstlerischen Interessen. Er wuchs mit fünf Geschwistern auf, von denen sich neben ihm zwei weitere der Malerei und der Musik zuwandten. Wie sein Vater sollte er Fotograf werden. Doch Sanders Interesse an Form- und Farbgebung veranlasste ihn, von 1924 bis 1925 die private Kunstschule des schlesischen Malers Arthur Wasner in Breslau zu besuchen.
Ab 1925 setzte er sein Studium an der Kunstakademie Dresden bei Richard Müller, Max Feldbauer und Ferdinand Dorsch fort, wurde Meisterschüler von Ludwig von Hofmann. Zu seinen Studienkollegen gehörten Fritz Schulze, Eva Schulze-Knabe und Lea Grundig, er war befreundet mit Otto Dix und Oskar Kokoschka. 1930 trat er dem Dresdener Künstler-Club bei. 1933 schloss er das Studium an der Kunstakademie ab und lebte seitdem freischaffend als Maler in Dresden. Das Dresdner Adressbuch 1943/1944 verzeichnet ihn mit seiner Frau, der Hebamme Martha Dora Hanna, in der Meißner Landstraße 20 in Cossebaude. Von 1939 bis 1940 besuchte er die Kunstgewerbeschule Dresden, Abteilung Weberei bei Wanda Bibrowicz.
In der Zeit des Nationalsozialismus war Sander Mitglied der Reichskammer der bildenden Künste, wohl aber ohne sich aktiv nazistisch zu betätigen. Die Einberufung zum Kriegsdienst stellte eine Unterbrechung seines künstlerischen Schaffens dar. Doch auch während des Fronteinsatzes hielt er fremde Landschaften und Menschen in kleinsten Formaten fest.
Ab 1945 lebte er als Maler, Grafiker, Teppichweber und Bildwirker in Dresden-Cossebaude in seinem Holzhaus Am Hegereiter 11, wo er bis zu seinem Tod einen Zeichenzirkel leitete. Zu seinen Schülern gehörte der Karikaturist Falk-Ingo Renner (* 1963). Weitere Schüler waren unter anderen Andrea Türke (* 1951, Graphikerin) und Jochen Fiedler, Maler und beide sind noch als Künstler tätig. Sander war mit dem Volkskundler Manfred Bachmann befreundet. Er war Mitglied des Verbands Bildender Künstler der DDR und u. a. 1949 und 1958/1959 auf den Deutschen Kunstausstellungen in Dresden vertreten.
Teile des schriftlichen Nachlasses von Richard Sander befinden sich in der Sächsischen Landesbibliothek Dresden.

## Werk

### Die Dresdner Kunstszene vor 1933
Zu Beginn des 20. Jahrhunderts war die Kunstszene Dresdens geprägt von expressionistischen Strömungen. 1905 hatte sich in der Stadt die Künstlergruppe Die Brücke gegründet. Weitere Künstlergruppen jener Jahre waren die Dresdner Sezession Gruppe 1919, Die Schaffenden und ab 1928 die ASSO, in der sich eine politisch links ausgerichtete Künstlerschaft versammelte. Ab den 1920er Jahren avancierte Dresden neben München, Karlsruhe, Berlin und Hannover zu einem der Zentren der Neuen Sachlichkeit. Neben Professoren an der Kunstakademie wie Osmar Schindler, Robert Sterl und Oskar Zwintscher wurde im Besonderen Richard Müller zu einem stilistischen Wegbereiter für eine jüngere Künstlergeneration, die sich einer Hinwendung der Kunst zu einer „krassen Gegenwärtigkeit“ verpflichtet fühlte und die in ihren Arbeiten sozialkritische Themen wie die Kriegskrüppel des Ersten Weltkriegs, die Novemberrevolution, soziales Elend, Spießertum und ab dem Ende der 1920er Jahre die Weltwirtschaftskrise behandelte. Vom 18. Oktober bis 22. November 1925 machte die von Gustav Friedrich Hartlaub organisierte Wanderausstellung Neue Sachlichkeit. Deutsche Malerei seit dem Expressionismus im Sächsischen Kunstverein Station. Otto Dix, der bei Richard Müller studiert hatte, erhielt 1927 eine Professur an der Kunstakademie und forderte seine Studenten auf, die „Dinge zu zeigen, wie sie wirklich sind“.
Doch das Ende der Weimarer Republik durch die Machtergreifung der Nationalsozialisten, die Gründung der Reichskulturkammer im September 1933, die Kulturschaffende zu einer Zwangsmitgliedschaft verpflichtete sowie das Gesetz zur Wiederherstellung des Berufsbeamtentums, durch das zahlreiche jüdische oder den Machthabern politisch nicht genehme Lehrer ihre Anstellungen verloren, bedeutete eine tiefgreifende Zäsur auch für die Dresdener Kunstszene. Künstler und Künstlerinnen wie Hans Grundig, Wilhelm Lachnit, Otto Griebel, Rudolf Bergander oder Elfriede Lohse-Wächtler, einem politisch linken Spektrum zugerechnet, wurden verfolgt, in Konzentrationslagern inhaftiert oder ermordet. Lea Grundig emigrierte 1940, nach einer Inhaftierung, nach Palästina, Otto Dix verlor seine Professur an der Kunstakademie und wurde aus der Preußischen Akademie der Künste ausgeschlossen.

### Maler der Neuen Sachlichkeit
Die Gemälde Richard Sanders vor 1933 zeichneten sich durch eine pastos gespachtelte Malerei mit einer konstruktivistischen Tendenz und einer strengen Behandlung der Form aus und werden der Neuen Sachlichkeit zugeordnet. Seine thematischen Interessen galten vorrangig dem Porträt, aber auch der Landschaft sowie der Figur in Bewegung. Eine umfangreiche Werkgruppe bildete eine Reihe von Arbeiten, die nach Besuchen der Dresdner Schule für modernen Tanz von Mary Wigman entstand, die der Maler in den 1930er Jahren wiederholt zu Bewegungsstudien besuchte. Dabei entstanden Porträts einzelner Tänzerinnen, zum Beispiel von Veronika Pataki (1932, Galerie Neue Meister im Albertinum, Dresden), von Mary Wigman (1932) und von Gret Palucca.
Seine erste Ausstellung in Dresden hatte Richard Sander zusammen mit dem Maler Gerhard Sperling, der mit 17 Jahren als damals jüngster Student an der Dresdner Kunstakademie immatrikuliert wurde und bei Otto Dix und Oskar Kokoschka studiert hatte. Nach dem Kesseltreiben der Nationalsozialisten gegen eine Entartete Kunst wandte sich Sander der Weberei zu und widmete sich der Darstellung religiöser Themen. Nach dem Besuch der Kunstgewerbeschule Dresden bei Wanda Bibrowicz entstanden textile Arbeiten, die sich in privatem und kirchlichem Besitz befinden, u. a. im Lutherhaus Wittenberg sowie ein Engelteppich in der Hauskapelle des Evangelischen Paul-Gerhardt-Krankenhauses Wittenberg und ein Altar-Antependium in der Evangelischen Landeskirchenmusikschule Dresden.

## Museen und öffentliche Sammlungen mit Werken Sanders
- Dresden: Galerie Neue Meister[14]
- Freital: Städtische Sammlung Freital, Stiftung Friedrich Pappermann
- Wittenberg: Lutherhaus Wittenberg

### Weitere Werke (Auswahl)
- Porträt einer Tänzerin (1930–1935, Öl auf Leinwand; Privatsammlung Dresden)[15]
- Herrenporträt (um 1932, Öl auf Rupfen; Privatsammlung Düsseldorf)
- Stillleben mit Osterkaktus und Zwiebeln (um 1932, Öl auf Rupfen; Privatsammlung Düsseldorf)
- Bildnis Christiane Sander (Öl, 100 × 66 cm; auf der Vierten Deutschen Kunstausstellung)[16]

## Ausstellungen

### Einzelausstellungen (Auswahl)
- 1932: Richard Sander und Gerhard Sperling, Hotel Europahof, Dresden
- 1966: Richard Sander. Gemälde und Aquarelle, Kunstausstellung Kühl, Dresden
- 1976: Richard Sander. Malerei und Graphik, anlässlich seines 70. Geburtstages, Genossenschaft Bildender Künstler Kunst der Zeit, Dresden
- 1986: Richard Sander. Gemälde, Kunstausstellung Kühl, Dresden (zum 80. Geburtstag)

#### Postum
- 1991: Richard Sander. Malerei und Graphik, Kunstausstellung Kühl, Dresden (zum 85. Geburtstag)
- 1998: Richard Sander, Kunstagentur Joachim Pohl, Berlin
- 1999: Richard Sander und Jochen Fiedler, Künstlerhaus Hofmannsches Gut, Dürrröhrsdorf-Dittersbach[17]

### Ausstellungsbeteiligungen
- 1933: Künstler-Vereinigung Dresden, Neues Städtisches Ausstellungsgebäude, Dresden
- 1934 und 1935: Sächsische Kunstausstellung, Brühlsche Terrasse, Dresden
- 1938 Frühjahrsausstellung der Vereinigung Schaffender Künstler Dresden e. V., Städtische Kunsthalle Dresden
- 1949 und 1958 2. und Vierte Deutsche Kunstausstellung, Albertinum Dresden
- 1972: Dresden, Bezirkskunstausstellung
- 1979: Richard Sander, Fritz Panndorf, Rosso Majores, Helmut Schmidt-Kirstein, Heinz Hausdorf, Galerie Kunst der Zeit, Dresden
- 1981–1982: Angebotsausstellung an Grafik, Gemälden und Plastik des XX. Jahrhunderts, Kunstausstellung Kühl, Dresden
- 1982–1983: Angebotsausstellung an Grafik, Gemälden und Plastik des XX. Jahrhunderts, Kunstausstellung Kühl, Dresden
- 1984: 30 Jahre Kunst der Zeit, Kunst der Zeit, Dresden

#### Postum
- 1994–1995: Dresdner Malerei aus drei Jahrzehnten (1940–1970), Kunstausstellung Kühl, Dresden (aus Anlass des 70-jährigen Bestehens der Galerie)
- 2009–2010: 85 Jahre Kunstausstellung Kühl, Teil II. 1965–2009 Künstler der Galerie, Kunstausstellung Kühl, Dresden
- 2011: Neue Sachlichkeit in Dresden. Malerei der Zwanziger Jahre von Dix bis Querner, Kunsthalle im Lipsius-Bau, Dresden[18]
- 2011–2012 Neue Sachlichkeit und Umkreis, Galerie Döbele, Dresden
- 2017 Focus Albertinum. Bilder aus dem Bestand, Albertinum, Dresden[19]
- 2017: Dresdner Künstler im 20. Jahrhundert II, Hofmannsches Gut, Dittersbach[20]
- 2020: Focus und Sphäre. Gleichnisse des Daseins im Stillleben, Kunstausstellung Kühl, Dresden[21]